# 野村望東尼

野村望東尼像

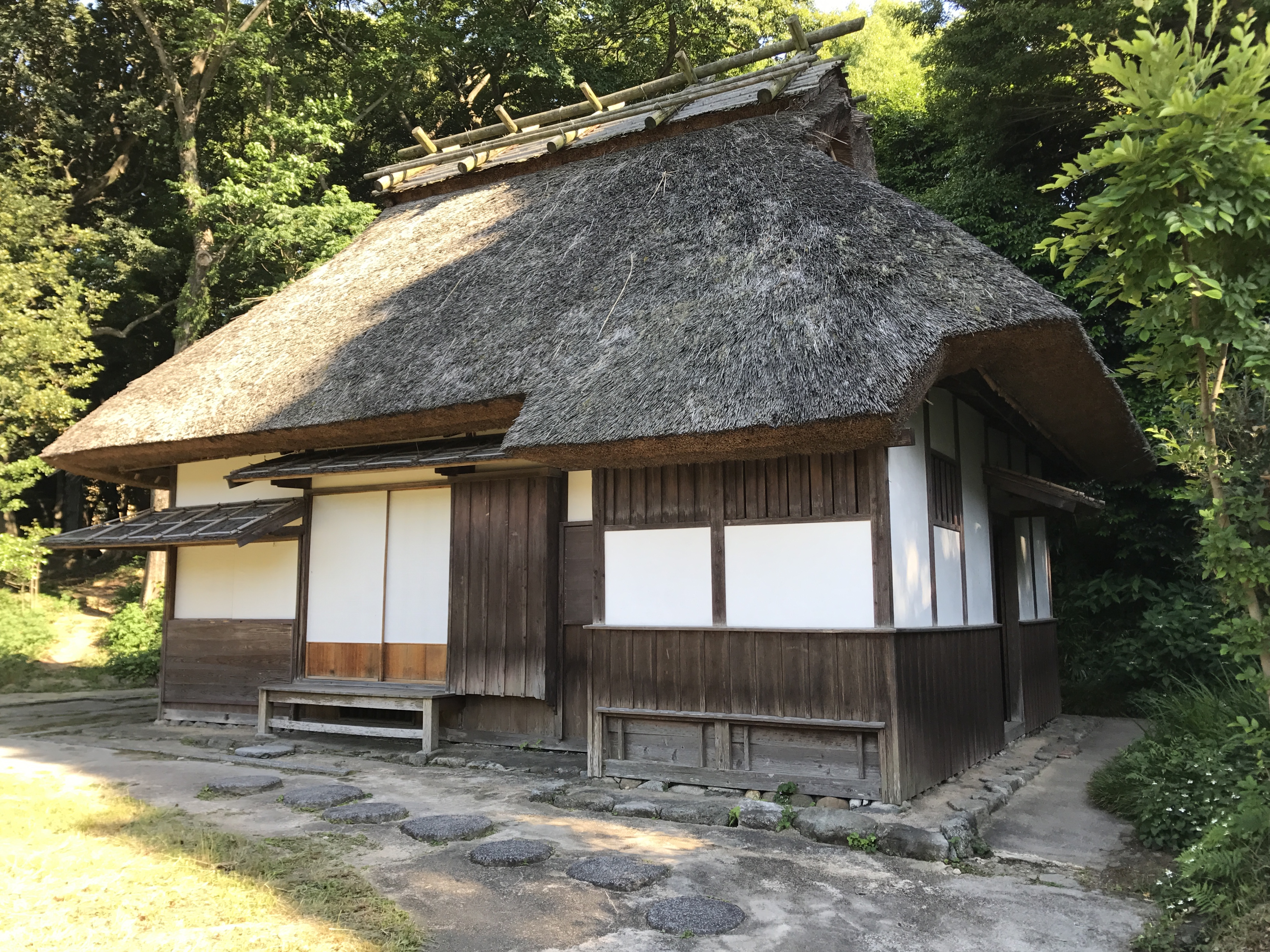
平尾山荘

野村 望東尼（のむら もとに、ぼうとうに）、文化3年9月6日（1806年10月17日） - 慶応3年11月6日（1867年12月1日））は、幕末の女流歌人・勤王家。贈正五位。

## 生涯
文化3年（1806年）9月6日、筑前国御厩後（現福岡県福岡市中央区赤坂）に生まれる。福岡藩士・浦野重右衛門勝幸の三女で、幼名は"モト"。幼少時より二川相近に和歌や書道を学んだとされる。
文政元年（1818年）、13歳の時に林五左衛門家に行儀見習いとして仕え、学門や裁縫手芸など多芸な趣味を覚える。
文政5年（1822年）、17歳の頃に20歳年上の福岡藩士郡甚右衛門に嫁ぐものの半年ほどで離縁、生家に戻って和歌・書道などに加えて尊皇思想を学んだ。
文政12年（1829年）、24歳で二川塾同門の福岡藩士・野村新三郎貞貫と再婚。野村も再婚であるが、その連れ子との関係は良好だった。一方で、4人授かった子どもは早世している。
二川相近が病で家塾を閉めると、天保3年（1832年）からは夫と共に大隈言道の門下に入る。
弘化2年（1845年）、連れ子である次男に家督を継がせ夫が隠居すると、福岡南側の山村（現・福岡市中央区平尾）にあった自分の山荘（平尾山荘）に40歳で隠棲した。

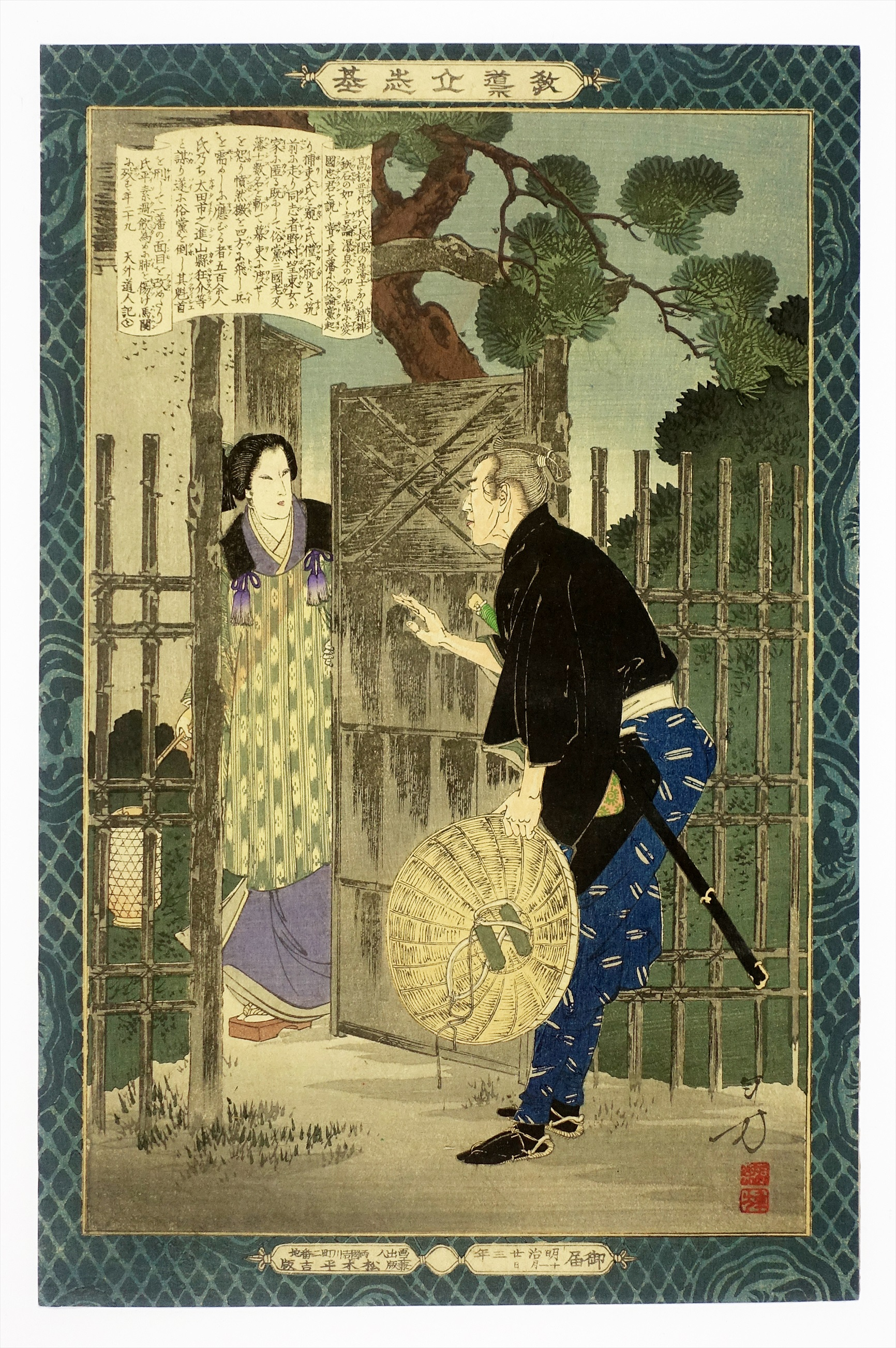
『教導立志基』「高杉晋作」（水野年方筆）。禁門の変後に長州藩内で窮地に立った高杉晋作が、野村望東尼の平尾山荘に匿われる場面を描く。

安政6年（1859年）、54歳の時に夫が亡くなり、剃髪して受戒。
文久元年（1861年）11月、望東尼は福岡を発ち4年ほど前から大坂に滞在していた大隈言道の元を訪ねた。
その後、京都へ赴き、翌2年5月まで滞在したが、この間に島津久光の上洛や寺田屋事件など、騒然とする京都市中の様子を見聞きした。また、福岡藩御用達の商人で尊皇攘夷派と交流があった馬場文英と知り合い、次第に政治に強い関心を持つようになった。その後、福岡へ戻った望東尼は平尾山荘に勤皇の士を度々匿まったり、密会の場所を提供したりする。彼女に便宜を図って貰った中には、勤王僧・月照、長州藩士・高杉晋作、熊本藩士・入江八千兵衛、対馬藩士・平田大江、福岡藩士・加藤司書、平野国臣、中村円太、月形洗蔵、早川養敬などがいる。
慶応元年（1865年）6月、福岡藩内の尊攘派弾圧の動きが強くなり、孫で福岡藩士の野村助作（夫と前妻の孫）と共に自宅謹慎を命じられ、親族が集まって今後の相談をしていた深夜、親しく近所づきあいをしていた隣家の喜多岡勇平が暗殺された。望東尼は藩の密命を受けて重要な任務にあたっていた喜多岡から様々な情報を得ていた。禁門の変後の12月、長州周旋を成し遂げた喜多岡が「長州の高杉が空き家に潜居しているようだ」などと望東尼に伝えている。
10月に姫島（現・福岡県糸島市志摩姫島）へ流刑となった。（乙丑の獄）
翌2年（1866年）9月、晋作の指揮により福岡脱藩志士・藤四郎、多田荘蔵らが姫島から脱出の手引きをし、下関の勤皇の豪商・白石正一郎宅に匿われた。その後病に倒れた晋作の最期を看取る事となり、晋作が「おもしろき 事もなき世に おもしろく」と詠むと、望東尼が続けて「住みなすものは 心なりけり」と詠んだ。
望東尼はその後も毛利家から二人扶持が与えられ厚遇されるが、薩長連合軍の戦勝祈願のために行った断食が祟り 、望東尼は体調を崩し、慶応3年（1867年）11月、三田尻（現・山口県防府市の古称）で62歳で死去した。
辞世の句は「雲水の ながれまとひて花の穂の 初雪とわれふりて消ゆなり」
山口県防府市の大楽寺の桑山墓地と福岡県福岡市博多区の明光寺に墓がある。
明治24年（1891年）、正五位を追贈された。

## 逸話
モトは林家に仕えている時に実家の浦野家が火事となったと知らせを受けて、帰った時の第一声が「水牛の兜はいかに」であった。近所の人達はさすが武家の娘さんだと感心したという。この話は藩の上層部にまで伝わり、後々まで語り種となっていたという。

## その他

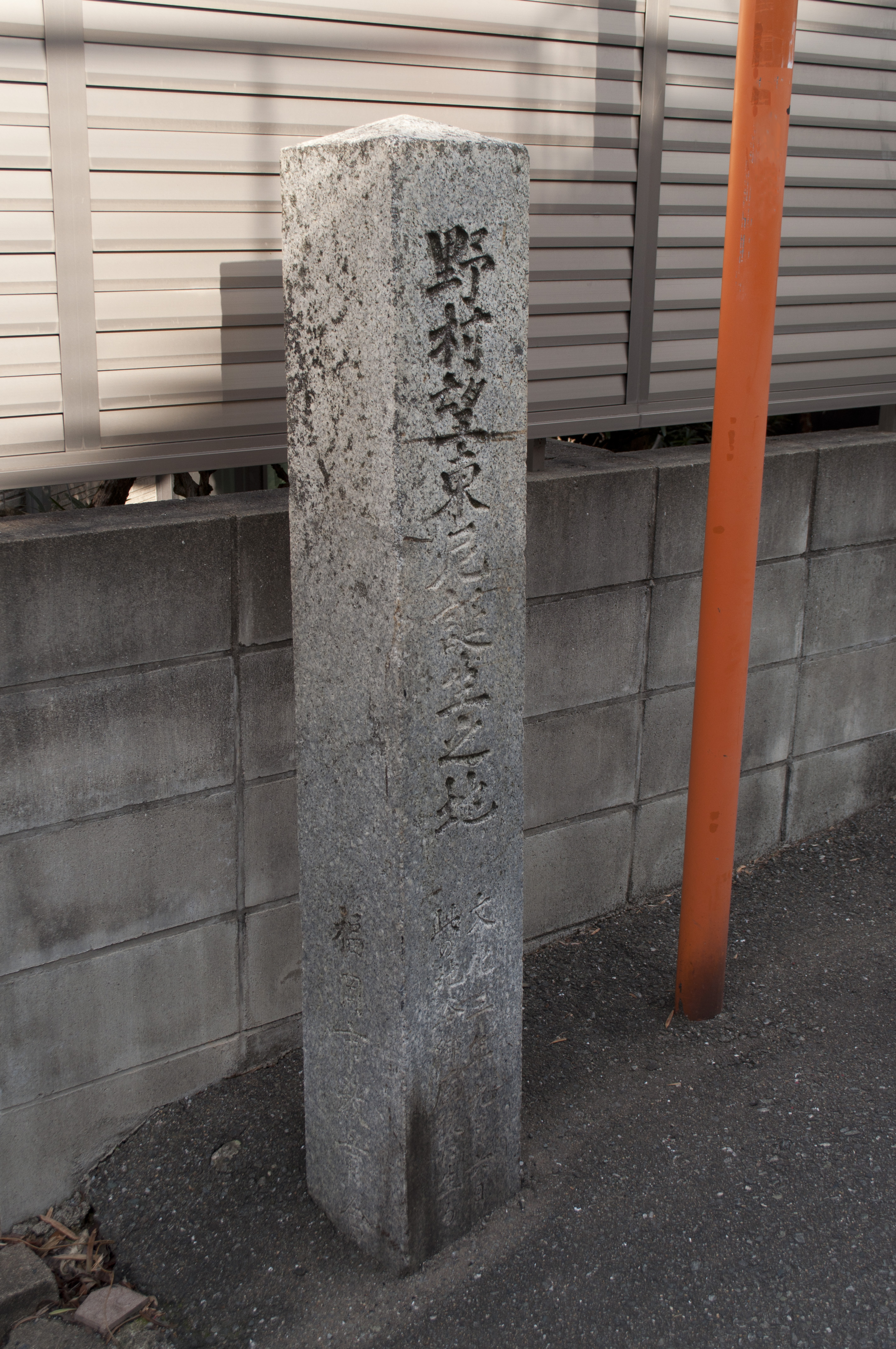
生誕地の碑

「向陵集」「上京日記」「姫島日記」「防州日記」などの遺稿が存在する。磯辺実の校訂で、野村望東尼『上京日記 姫島日記』文友堂書店、昭和18年（1943年）に出版されている。
また、密会場所として提供していた山荘は現在も保存されており、山荘の敷地は平尾山荘公園として整備されている。同公園内には彼女の銅像が設置されている。なお、福岡市中央区赤坂3丁目には生誕地の碑が立っている。

## 登場作品
- 大河ドラマ花神（NHK、演：草笛光子）
- 大河ドラマ花燃ゆ（NHK、演：真行寺君枝）